# Банниково-Александровский
Банниково-Александровский — хутор в Миллеровском районе Ростовской области.
Входит в состав Верхнеталовского сельского поселения.

## Население
| 2010 |
| ---- |
| 329  |

## Улицы
| - ул. Восточная, - пер. Донской, - пер. Новый, - ул. Речная, | - ул. Степная, - ул. Строителей, - ул. Студенческая, - ул. Цветочная. |